# Oituz - Ojdula
Oituz - Ojdula este o arie protejată (arie specială de conservare — SAC, sit de importanță comunitară — SCI) din România, desemnată în scopul protejării biodiversității și menținerii într-o stare de conservare favorabilă a florei spontane și faunei sălbatice, precum și a habitatelor naturale de interes comunitar aflate în arealul zonei de protecție. Aceasta se întinde în sud-estul Transilvaniei, pe teritoriile județelor Bacău, Covasna și Vrancea.

## Localizare
Aria naturală se întinde la limita județului Covasna (pe teritoriile administrative ale comunelor Brețcu, Ghelința, Lemnia și Ojdula) cu județul Bacău (pe teritoriile comunelor Mănăstirea Cașin și Oituz, și pe cel al orașului Slănic Moldova) și Vrancea (comuna Tulnici). Aceasta este străbătută de drumurile naționale DN11 (Brașov - Bacău) și DN2D (Focșani - Târgu Secuiesc).

## Înființare
Instituirea regimului de arie naturală protejată  pentru situl de importanță comunitară „Oituz - Ojdula” s-a făcut prin Ordinul Ministerului Mediului și Dezvoltării Durabile Nr.1964 din 13 decembrie 2007 (privind instituirea regimului de arie naturală protejată a siturilor de importanță comunitară, ca parte integrantă a rețelei ecologice europene Natura 2000 în România). Situl a fost protejat și ca arie specială de conservare în mai 2022 Aria protejată include 1% din Parcul Natural Putna - Vrancea și se suprapune parțial ariei de protecție specială avifaunistică Munții Vrancei.
Zona reprezintă o arie naturală (păduri de conifere, păduri de foioase, păduri de amestec, păduri în tranziție, pajiști naturale și stepe)  în nordul Munților Vrancei (subunitate geomorfologică a Carpaților de Curbură). Aceasta este încadrată în bioregiunea geografică alpină a Carpaților Orientali și se întinde pe o suprafață de 15.343,7 hectare. Rețeaua hidrografică a sitului este alcătuită din râurile Oituz, Cașin, Caraslău, Ojdula și Orbaiul Mic.

## Biodiversitate
Situl conservă cinci habitate naturale de interes comunitar (Păduri de fag de tip Luzulo-Fagetum, Păduri dacice de fag, Păduri de fag de tip Asperulo-Fagetum, Păduri acidofile de Picea abies din regiunea montană, Păduri aluviale cu Alnus glutinosa și Fraxinus excelsior) și protejează o gamă floristică și faunistică diversă, exprimată atât la nivel de specii cât și la nivel de ecosisteme terestre.
La baza desemnării sitului se află mai multe specii de mamifere, păsări, pești, reptile și amfibieni (enumerate în anexa I-a a Directivei Consiliului European 92/43/CE din 21 mai 1992 - privind conservarea habitatelor naturale și a speciilor de faună și floră sălbatică sau aflate pe lista roșie a IUCN).
Mamifere cu specii de: urs brun (Ursus arctos, lup (Canis lupus), cerb (Cervus elaphus), căprioară (Capreolus capreolus), mistreț (Sus scrofa), râs eurasiatic (Lynx lynx), vulpe (Vulpes vulpes), jder de copac (Martes martes), jder de piatră (Martes foina), nevăstuică (Mustela nivalis), pisică sălbatică (Felis silvestris silvestris), veveriță (Ciurus vulgaris), iepure comun (Lepus europaeus), liliac mic cu potcoavă (Rhinolophus hipposideros);
Păsări: protejate prin Directiva CE 147/CE din 30 noiembrie 2009 și Directiva 79/409/CEE din 2 aprilie 1979 (privind conservarea păsărilor sălbatice): acvilă de munte (Aquila chrysaetos), acvilă țipătoare mică (Aquila pomarina), ieruncă (Tetrastes bonasia), cocoșul de munte (Tetrao urogallus), pupăză (Upupa epops), cuc (Cuculus canorus), mierlă (Turdus merula), mierlă de apă (Cinclus cinclus), buhă (Bubo bubo), forfecuță (Loxia curvirostra), ciocănitoare neagră (Dryocopus martius), cojoaică de pădure (Certhia familiaris); 
Reptile și amfibieni: șopârlă de câmp (Lacerta agilis), ivorașul-cu-burta-galbenă (Bombina variegata), sălămâzdră de uscat (Salamandra salamandra), tritonul cu creastă (Triturus cristatus);
Pești: păstrăv de munte (Salmo trutta fario), mreană vânătă (Barbus meridionalis), clean (Squalius cephalus), boiștean (Phoxinus phoxinus), scobar (Chondrostoma nasus). 
Printre raritățile floristice semnalate în sit se află câteva specii (arbori, arbusti, ierburi și flori) protejate la nivel european prin aceeași Directivă CE 92/43/CE din 21 mai 1992 (privind conservarea habitatelor naturale și a speciilor de faună și floră sălbatică); astfel: 
Arbori și arbusti: molid (Picea abies), pin de pădure (Pinus sylvestris), brad (Abies alba), gorun (Quercus petraea), fag (Fagus sylvatica), carpen (Carpinus betulus), mesteacăn (Betula pendula), anin negru (Aninus glutinosa), anin alb (Alnus incana), păducel (Crataegus monogyna), afin (Vaccinium myrtillus);
Ierburi și flori:  țăpoșică (Nardus stricta), iarbă negră (Calluna vulgaris), păiuș (Festuca valesiaca), trestioară (Calamagrostis nejglecta), părușcă (Festuca supina), iarba vântului (Nardus stricta), firuță (Poa pratensis), crețușcă (Filipendula ulmaria), știrigoaie (Veratrum nigrum), ștevie de munte (Astrantia major), ghințură (Gentiana pneumonanthe).

## Căi de acces
- Drumul național DN11 pe ruta Brașov - Târgu Secuiesc - Brețcu - Oituz.
- Drumul național DN2D pe ruta Focșani - Bolotești - Vidra - Valea Sării - Bârsești - Tulnici.

## Monumente și atracții turistice
În vecinătatea sitului și în arealul acestuia se află câteva obiective (lăcașuri de cult, case memoriale, situri arheologice, arii naturale) de interes istoric, cultural și turistic; astfel:

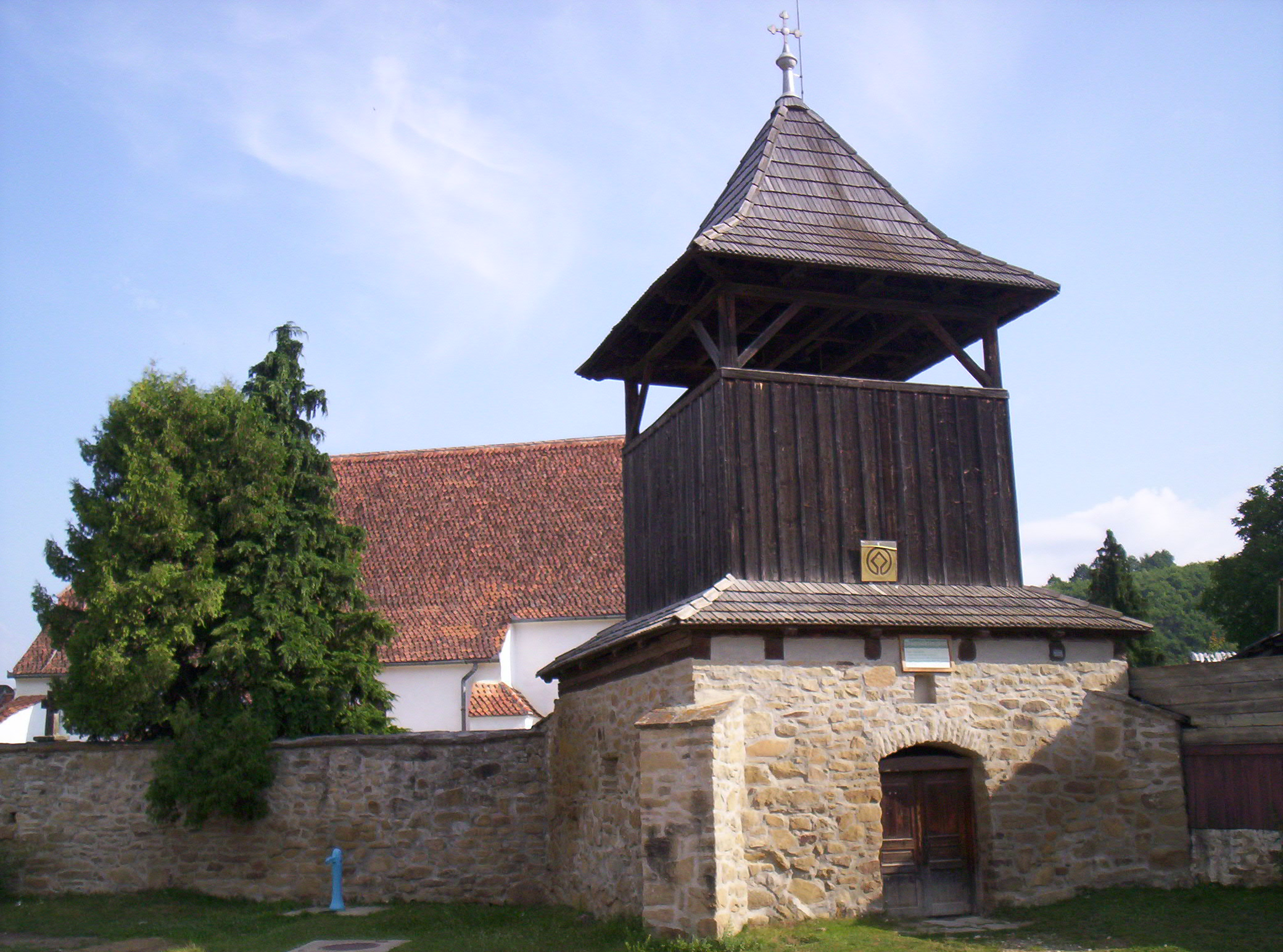
Biserica romano-catolică din Ghelința

- Biserica „Sf. Nicolae” din Brețcu, construcție 1783, monument istoric.
- Biserica de lemn "Adormirea Maicii Domnului" din Lepșa, construcție 1930-1936, monument istoric.
- Ansamblul bisericii romano-catolice „Sf. Emeric” din Ghelința (biserica romano-catolică și zid de incintă cu clopotniță), construcție sec. XIII - XVIII, monument istoric.
- Ansamblul bisericii romano-catolice „Sf. Mihail” (biserica romano-catolică și incinta fortificată), construcție sec. XVI - XVIII, monument istoric.
- Ansamblul fostei mănăstiri Cașin ce cuprinde biserica „Sfinții Voievozi” (1655–1657), ruinele casei domnești a lui Gheorghe Ștefan (secolul al XVII-lea), ruinele școlii domnești (secolul al XIX-lea), ruinele chiliilor și turnului-clopotniță (1657) și zidul de incintă (1657), monument istoric.
- Cazinoul din Slănic Moldova, construcție 1894, monument istoric.
- Casa memorială Gábor Áron din Brețcu.
- Monumentul Eroilor Cavaleriști din Primul Război Mondial (Pasul Oituz).
- Situl arheologic de la Brețcu, punct „Cetatea Veneturne” (așezări civile, terme romane, castru roman - sec. II - III p. Chr., Epoca romană).
- Ariile naturale: Soveja (sit de importanță comunitară) și Putna - Vrancea (parc natural).